# Phytoplasma aurantifolia
Phytoplasma aurantifolia è una specie di batterio appartenente alla famiglia delle Acholeplasmataceae.